# Капотрио (Изернија)
Капотрио је насеље у Италији у округу Изернија, региону Молизе.
Према процени из 2011. у насељу је живело 33 становника. Насеље се налази на надморској висини од 288 м.